# Ligue des champions de l'UEFA 2017-2018
Navigation
Édition précédente Édition suivante
La Ligue des champions 2017-2018 est la 63e édition de la Ligue des champions de l'UEFA. 79 pays clubs européens y participent. Elle oppose les meilleurs clubs européens qui se sont illustrés dans leurs championnats respectifs la saison précédente ainsi que le vainqueur de la Ligue Europa.
La finale se déroule au Stade olympique de Kiev en Ukraine le 26 mai 2018 où le Real Madrid a battu Liverpool FC sur le score de 3-1, remportant ainsi son 3e trophée européen d'affilée et le 13e de son histoire.

## Participants
79 équipes provenant de 55 associations membres de l'UEFA participeront à la Ligue des champions 2017‑2018.
D'après les coefficients UEFA des pays 2015-2016 une liste d’accès définit d’abord le nombre de clubs qu’une association a droit d’envoyer. La répartition pour la saison 2017-2018 est la suivante :
- Le tenant du titre de l'édition précédente ;
- Les associations aux places 1 à 3 envoient les quatre meilleurs clubs de leur championnat ;
- Les associations aux places 4 à 6 envoient les trois meilleurs clubs de leur championnat ;
- Les associations aux places 7 à 15 envoient les deux meilleurs clubs de leur championnat ;
- Les associations aux places 16 à 55, envoient le meilleur club de leur championnat (excepté le Liechtenstein qui n'a pas de championnat) ;
- Le vainqueur de la Ligue Europa 2016-2017 s'il n'est pas qualifié via son championnat national[3].

Dans un second temps, le rang en championnat détermine le tour d’arrivée.
Avec une place réservée pour le tenant du titre, la liste d'entrée suppose  que le tenant du titre de la Ligue des champions de l'UEFA 2016-2017 n'est pas qualifié via son championnat mais que le tenant du titre de la Ligue Europa l'est. Autrement la liste peut être décalée selon trois hypothèses :
- Si le tenant du titre de la Ligue des champions de l'UEFA 2016-2017 est qualifié via son championnat et que le tenant du titre de la Ligue Europa 2016-2017 est également qualifié via son championnat, le champion du 13e pays (République tchèque) se qualifie directement pour la phase de groupes, le champion du 16e pays (Autriche) accède directement au troisième tour préliminaire et ceux des 46e et 47e pays (Irlande du Nord et Estonie) avancent au deuxième tour préliminaire.
- Si le tenant du titre de la Ligue des champions de l'UEFA 2016-2017 est qualifié via son championnat mais que le tenant du titre de la Ligue Europa 2016-2017 ne l'est pas, ce dernier prend la place vacante.
- Si les deux tenants du titre ne sont pas qualifiés via leur championnat, le tenant du titre de Ligue Europa 2016-2017 entre en lice lors des barrages (quatrième tour). De ce fait, les clubs des associations classées 4 et 5 ayant terminé leur championnat en 3e position entrent au troisième tour de qualification.

|     | Espagne                   | Allemagne                   | Angleterre                 |
| --- | ------------------------- | --------------------------- | -------------------------- |
| 1er | Real Madrid (176.999)     | Bayern Munich (154.899)     | Chelsea FC (106.192)       |
| 2e  | FC Barcelone (151.999)    | RB Leipzig (15.899)         | Tottenham Hotspur (77.192) |
| 3e  | Atlético Madrid (142.999) | Borussia Dortmund (124.899) | Manchester City (100.192)  |

|     | Italie                | Portugal             | France                        |
| --- | --------------------- | -------------------- | ----------------------------- |
| 1er | Juventus FC (140.666) | SL Benfica (111.866) | AS Monaco (62.333)            |
| 2e  | AS Rome (53.666)      | FC Porto (98.866)    | Paris Saint-Germain (126.333) |

|     | Russie                  | Ukraine                   | Belgique                | Pays-Bas                     | Turquie              | Suisse           | Vainqueur de la Ligue Europa 2016-2017 |
| --- | ----------------------- | ------------------------- | ----------------------- | ---------------------------- | -------------------- | ---------------- | -------------------------------------- |
| 1er | Spartak Moscou (18.616) | Chakhtar Donetsk (87.526) | RSC Anderlecht (58.480) | Feyenoord Rotterdam (23.212) | Beşiktaş JK (45.840) | FC Bâle (74.415) | Manchester United (95.192)             |

| Barrages | Barrages |
| --- | --- |
| Aucune entrée | |
| Troisième tour de qualification | |
| - République tchèque : Slavia Prague (8.135) - Grèce : Olympiakos (64.580) | - Roumanie : Viitorul Constanța (5.870) |
| Deuxième tour de qualification | |
| - Autriche : Red Bull Salzbourg (40.570) - Croatie : HNK Rijeka (15.550) - Pologne : Legia Varsovie (28.450) - Chypre : APOEL Nicosie (26.210) - Biélorussie : BATE Borisov (29.475) - Suède : Malmö FF (16.945) - Norvège : Rosenborg BK (12.665) - Israël : Hapoël Beer-Sheva (10.875) - Danemark : FC Copenhague (37.800) - Écosse : Celtic FC (42.785) - Azerbaïdjan : Qarabağ FK (18.050) - Serbie : FK Partizan (16.075) - Kazakhstan : FK Astana (16.800) - Bulgarie : Ludogorets Razgrad (34.175) - Slovénie : NK Maribor (21.125) | - Slovaquie : MŠK Žilina (5.850) - Hongrie : Budapest Honvéd (2.900) - Moldavie : Sheriff Tiraspol (11.150) - Islande : FH Hafnarfjörður (6.175) - Géorgie: FC Samtredia (1.525) - Finlande : IFK Mariehamn (2.030) - Bosnie-Herzégovine : HSK Zrinjski Mostar (4.050) - Albanie : FK Kukësi (4.575) - Macédoine : FK Vardar Skopje (5.125) - Irlande : Dundalk FC (5.815) - Lettonie : Spartaks Jūrmala (1.975) - Luxembourg : F91 Dudelange (4.975) - Monténégro : Budućnost Podgorica (3.300) - Lituanie : Žalgiris Vilnius (5.825) |
| Premier tour de qualification | |
| - Irlande du Nord : Linfield FC (3.650) - Estonie : FC Infonet Tallinn (1.300) - Arménie : Alashkert FC (2.525) - Îles Féroé : Víkingur Gøta (2.950) - Malte : Hibernians FC (2.800) | - Pays de Galles : The New Saints (5.775) - Gibraltar : Europa FC (1.500) - Andorre : FC Santa Coloma (2.733) - Saint-Marin : SP La Fiorita (1.566) - Kosovo : KF Trepça'89 (0.000) |

| Barrages |
| --- |
| - Quatrième - Espagne : Séville FC (112.999) - Allemagne : TSG Hoffenheim (15.899) - Angleterre : Liverpool FC (56.192) - Troisième - Italie : SSC Naples (88.666) - Portugal : Sporting CP (36.866) |
| Troisième tour de qualification |
| - Troisième - France : OGC Nice (16.833) - Deuxième - Russie : CSKA Moscou (39.606) - Ukraine : Dynamo Kiev (67.526) - Pays-Bas : Ajax Amsterdam (67.212) - Belgique : Club Bruges (39.480) - Suisse : BSC Young Boys (28.915) - Turquie : İstanbul Başakşehir (10.340) - Grèce : AEK Athènes (6.580) - République tchèque : Viktoria Plzeň (40.635) - Roumanie : Steaua Bucarest (35.370) |

## Calendrier
| Nom                                             | Tirage au sort        | Match aller                                            | Match retour                                                 | Nombre de participants | Nombre en lice |
| ----------------------------------------------- | --------------------- | ------------------------------------------------------ | ------------------------------------------------------------ | ---------------------- | -------------- |
| Phase qualificative (2017)                      |                       |                                                        |                                                              |                        |                |
| Premier tour de qualification                   | 19 juin Nyon          | 27 et 28 juin                                          | 4 et 5 juillet                                               | 10                     | 79 à 74        |
| Deuxième tour de qualification                  | 19 juin Nyon          | 11 et 12 juillet                                       | 18 et 19 juillet                                             | 34 (5+29)              | 74 à 57        |
| Troisième tour de qualification                 | 14 juillet Nyon       | 25 et 26 juillet                                       | 1er et 2 août                                                | 30 (17+13)             | 57 à 42        |
| Quatrième tour (Barrages)                       | 4 août Nyon           | 15 et 16 août                                          | 22 et 23 août                                                | 20 (15+5)              | 42 à 32        |
| Phase de groupes (2017)                         |                       |                                                        |                                                              |                        |                |
| Journées 1 et 5 Journées 2 et 6 Journées 3 et 4 | 24 août Monaco        | 12 et 13 septembre 26 et 27 septembre 17 et 18 octobre | 21 et 22 novembre 5 et 6 décembre 31 octobre et 1er novembre | 32 (10 + 22)           | 32 à 16        |
| Phase à élimination directe (2018)              |                       |                                                        |                                                              |                        |                |
| Huitièmes de finale                             | 11 décembre 2017 Nyon | 13-14 et 20-21 février                                 | 6-7 et 13-14 mars                                            | 16                     | 16 à 8         |
| Quarts de finale                                | 16 mars Nyon          | 3 et 4 avril                                           | 10 et 11 avril                                               | 8                      | 8 à 4          |
| Demi-finales                                    | 13 avril Nyon         | 24 et 25 avril                                         | 1er et 2 mai                                                 | 4                      | 4 à 2          |
| Finale                                          | 13 avril Nyon         | 26 mai 2018 à Kiev                                     | 26 mai 2018 à Kiev                                           | 2                      | 2 à 1          |

## Phase qualificative

### Premier tour de qualification
| Têtes de série  | Têtes de série | -                  | -     |
| --------------- | -------------- | ------------------ | ----- |
| The New Saints  | 5.775          | Alashkert FC       | 2.525 |
| Linfield FC     | 3.650          | SP La Fiorita      | 1.566 |
| Víkingur Gøta   | 2.950          | Europa FC          | 1.500 |
| Hibernians FC   | 2.800          | FC Infonet Tallinn | 1.300 |
| FC Santa Coloma | 2.733          | KF Trepça'89       | 0.000 |

| Équipe             | Aller              | Total              | Retour             | Équipe             |
| Voie des Champions | Voie des Champions | Voie des Champions | Voie des Champions | Voie des Champions |
| ------------------ | ------------------ | ------------------ | ------------------ | ------------------ |
| *Víkingur Gøta     | 2 - 1              | 6 - 2              | 4 - 1              | KF Trepça'89       |
| *Hibernians FC     | 2 - 0              | 3 - 0              | 1 - 0              | FC Infonet Tallinn |
| Alashkert FC       | 1 - 0              | 2 - 1              | 1 - 1              | FC Santa Coloma*   |
| *The New Saints    | 1 - 2              | 4 - 3              | 3 - 1 ap           | Europa FC          |
| *Linfield FC       | 1 - 0              | 1 - 0              | 0 - 0              | SP La Fiorita      |

### Deuxième tour de qualification
| Groupe 1           | Groupe 1      | Groupe 1            | Groupe 1 | Groupe 2          | Groupe 2      | Groupe 2         | Groupe 2 | Groupe 3         | Groupe 3      | Groupe 3            | Groupe 3 |
| Tête de série      | Tête de série | -                   | -        | Tête de série     | Tête de série | -                | -        | Tête de série    | Tête de série | -                   | -        |
| ------------------ | ------------- | ------------------- | -------- | ----------------- | ------------- | ---------------- | -------- | ---------------- | ------------- | ------------------- | -------- |
| FC Salzbourg       | 40.570        | Žalgiris Vilnius    | 5.825    | FC Copenhague     | 37.800        | MŠK Žilina       | 5.850    | Celtic FC        | 42.785        | Dundalk FC          | 5.815    |
| Ludogorets Razgrad | 34.175        | F91 Dudelange       | 4.975    | BATE Borisov      | 29.475        | The New Saints†  | 5.775    | Legia Varsovie   | 28.450        | FK Vardar Skopje    | 5.125    |
| APOEL Nicosie      | 26.210        | Budućnost Podgorica | 3.300    | FK Astana         | 16.800        | FK Kukësi        | 4.575    | NK Maribor       | 21.125        | HSK Zrinjski Mostar | 4.050    |
| Qarabağ FK         | 18.050        | Hibernians FC†      | 2.800    | HNK Rijeka        | 15.550        | Budapest Honvéd  | 2.900    | Malmö FF         | 16.945        | Linfield FC †       | 3.650    |
| FK Partizan        | 16.075        | FC Samtredia        | 1.525    | Sheriff Tiraspol  | 11.150        | Alashkert FC†    | (2.733)  | Rosenborg BK     | 12.665        | Víkingur Gøta†      | 2.950    |
|                    |               |                     |          | Hapoël Beer-Sheva | 10.875        | Spartaks Jūrmala | 1.975    | FH Hafnarfjörður | 6.175         | IFK Mariehamn       | 2.030    |

† : Vainqueurs du premier tour de qualification dont l'identité n'était pas connue au moment du tirage au sort. Les équipes en italique ont battu une équipe avec un coefficient plus élevé au tour précédent et ont hérité de ce coefficient (entre parenthèses) pour le tirage au sort.
| Équipe              | Aller              | Total              | Retour             | Équipe              |
| Voie des Champions  | Voie des Champions | Voie des Champions | Voie des Champions | Voie des Champions  |
| ------------------- | ------------------ | ------------------ | ------------------ | ------------------- |
| *APOEL Nicosie      | 1 - 0              | 2 - 0              | 1 - 0              | F91 Dudelange       |
| Žalgiris Vilnius    | 2 - 1              | 3 - 5              | 1 - 4              | Ludogorets Razgrad* |
| *Qarabağ FK         | 5 - 0              | 6 - 0              | 1 - 0              | FC Samtredia        |
| *FK Partizan        | 2 - 0              | 2 - 0              | 0 - 0              | Budućnost Podgorica |
| Hibernians FC       | 0 - 3              | 0 - 6              | 0 - 3              | Red Bull Salzbourg* |
| *Sheriff Tiraspol   | 1 - 0              | 2 - 2              | E 1 - 2            | FK Kukësi           |
| Spartaks Jūrmala    | 0 - 1              | 1 - 2              | 1 - 1              | FK Astana*          |
| *BATE Borisov       | 1 - 1              | 4 - 2              | 3 - 1              | Alashkert FC        |
| MŠK Žilina          | 1 - 3              | 3 - 4              | 2 - 1              | FC Copenhague*      |
| *Hapoël Beer-Sheva  | 2 - 1              | 5 - 3              | 3 - 2              | Budapest Honvéd     |
| *HNK Rijeka         | 2 - 0              | 7 - 1              | 5 - 1              | The New Saints      |
| *Malmö FF           | 1 - 1              | 2 - 4              | 1 - 3              | FK Vardar Skopje    |
| HSK Zrinjski Mostar | 1 - 2              | 2 - 3              | 1 - 1              | NK Maribor*         |
| Dundalk FC          | 1 - 1              | 2 - 3              | 1 - 2 ap           | Rosenborg BK*       |
| *FH Hafnarfjörður   | 1 - 1              | 3 - 1              | 2 - 0              | Víkingur Gøta       |
| Linfield FC         | 0 - 2              | 0 - 6              | 0 - 4              | Celtic FC*          |
| IFK Mariehamn       | 0 - 3              | 0 - 9              | 0 - 6              | Legia Varsovie*     |

### Troisième tour de qualification
| Voie des Champions | Voie des Champions | Voie des Champions | Voie des Champions | Voie des Champions  | Voie des Champions | Voie des Champions | Voie des Champions | Voie de la Ligue | Voie de la Ligue | Voie de la Ligue    | Voie de la Ligue |
| Chapeau 1          | Chapeau 1          | Chapeau 1          | Chapeau 1          | Chapeau 2           | Chapeau 2          | Chapeau 2          | Chapeau 2          | Voie de la Ligue | Voie de la Ligue | Voie de la Ligue    | Voie de la Ligue |
| Têtes de série     | Têtes de série     | -                  | -                  | Têtes de série      | Têtes de série     | -                  | -                  | Têtes de série   | Têtes de série   | -                   | -                |
| ------------------ | ------------------ | ------------------ | ------------------ | ------------------- | ------------------ | ------------------ | ------------------ | ---------------- | ---------------- | ------------------- | ---------------- |
| Celtic FC†         | 42.785             | FK Vardar Skopje†  | (16.945)           | Olympiakos          | 64.580             | FK Partizan†       | 16.075             | Dynamo Kiev      | 67.526           | Steaua Bucarest     | 35.370           |
| FC Copenhague†     | 37.800             | FK Astana†         | 16.800             | Red Bull Salzbourg† | 40.570             | HNK Rijeka†        | 15.550             | Ajax Amsterdam   | 67.212           | BSC Young Boys      | 28.915           |
| BATE Borisov†      | 29.475             | Rosenborg BK†      | 12.665             | Ludogorets Razgrad† | 34.175             | Sheriff Tiraspol†  | 11.150             | Viktoria Plzeň   | 40.635           | OGC Nice            | 16.833           |
| Legia Varsovie†    | 28.450             | Slavia Prague      | 8.135              | APOEL Nicosie†      | 26.210             | Hapoël Beer-Sheva† | 10.875             | CSKA Moscou      | 39.606           | İstanbul Başakşehir | 10.340           |
| NK Maribor†        | 21.125             | FH Hafnarfjörður†  | 6.175              | Qarabağ FK†         | 18.050             | Viitorul Constanța | 5.870              | Club Bruges      | 39.480           | AEK Athènes         | 6.580            |

† : Vainqueurs du deuxième tour de qualification dont l'identité n'était pas connue au moment du tirage au sort. Les équipes en italique ont battu une équipe avec un coefficient plus élevé au tour précédent et ont hérité de ce coefficient (entre parenthèses) pour le tirage au sort.
| Équipe              | Aller              | Total              | Retour             | Équipe              |
| Voie des Champions  | Voie des Champions | Voie des Champions | Voie des Champions | Voie des Champions  |
| ------------------- | ------------------ | ------------------ | ------------------ | ------------------- |
| Slavia Prague       | 1 - 0              | 2 - 2              | E 1 - 2            | BATE Borisov*       |
| FK Astana           | 3 - 1              | 3 - 2              | 0 - 1              | Legia Varsovie*     |
| *NK Maribor         | 1 - 0              | 2 - 0              | 1 - 0              | FH Hafnarfjörður    |
| Vardar Skopje       | 1 - 0              | 2 - 4              | 1 - 4              | FC Copenhague*      |
| *Celtic FC          | 0 - 0              | 1 - 0              | 1 - 0              | Rosenborg BK        |
| Hapoël Beer-Sheva   | 2 - 0              | 3 - 3              | E1 - 3             | Ludogorets Razgrad* |
| Viitorul Constanța  | 1 - 0              | 1 - 4              | 0 - 4 ap           | APOEL Nicosie*      |
| *Red Bull Salzbourg | 1 - 1E             | 1 - 1              | 0 - 0              | HNK Rijeka          |
| *Qarabağ FK         | 0 - 0              | 2 - 1              | 2 - 1              | Sheriff Tiraspol    |
| FK Partizan         | 1 - 3              | 3 - 5              | 2 - 2              | Olympiakos*         |
| Voie de la Ligue    |                    |                    |                    |                     |
| Steaua Bucarest     | 2 - 2              | 6 - 3              | 4 - 1              | Viktoria Plzeň*     |
| OGC Nice            | 1 - 1              | 3 - 3              | E 2 - 2            | Ajax Amsterdam*     |
| *Dynamo Kiev        | 3 - 1E             | 3 - 3              | 0 - 2              | BSC Young Boys      |
| AEK Athènes         | 0 - 2              | 0 - 3              | 0 - 1              | CSKA Moscou*        |
| *Club Bruges        | 3 - 3              | 3 - 5              | 0 - 2              | İstanbul Başakşehir |

### Quatrième tour (barrages)
| Voie des Champions | Voie des Champions | Voie des Champions | Voie des Champions | Voie de la Ligue | Voie de la Ligue | Voie de la Ligue    | Voie de la Ligue |
| Têtes de série     | Têtes de série     | -                  | -                  | Têtes de série   | Têtes de série   | -                   | -                |
| ------------------ | ------------------ | ------------------ | ------------------ | ---------------- | ---------------- | ------------------- | ---------------- |
| Olympiakos         | 64.580             | Qarabağ FK         | 18.050             | Séville FC       | 112.999          | Steaua Bucarest     | 35.370           |
| Celtic FC          | 42.785             | FK Astana          | 16.800             | SSC Naples       | 88.666           | BSC Young Boys      | 28.915           |
| FC Copenhague      | 37.800             | HNK Rijeka         | 15.550             | Liverpool FC     | 56.135           | OGC Nice            | 16.833           |
| APOEL Nicosie      | 26.210             | Hapoël Beer-Sheva  | 10.875             | CSKA Moscou      | 39.606           | TSG Hoffenheim      | 15.899           |
| NK Maribor         | 21.125             | Slavia Prague      | 8.135              | Sporting CP      | 36.866           | İstanbul Başakşehir | 10.340           |

| Équipe              | Aller              | Total              | Retour             | Équipe             |
| Voie des Champions  | Voie des Champions | Voie des Champions | Voie des Champions | Voie des Champions |
| ------------------- | ------------------ | ------------------ | ------------------ | ------------------ |
| Qarabağ FK          | 1 - 0              | 2 - 2              | E 1 - 2            | FC Copenhague*     |
| *APOEL Nicosie      | 2 - 0              | 2 - 0              | 0 - 0              | Slavia Prague      |
| *Olympiakos         | 2 - 1              | 3 - 1              | 1 - 0              | HNK Rijeka         |
| *Celtic FC          | 5 - 0              | 8 - 4              | 3 - 4              | FK Astana          |
| Hapoël Beer-Sheva   | 2 - 1E             | 2 - 2              | 0 - 1              | NK Maribor*        |
| Voie de la Ligue    |                    |                    |                    |                    |
| İstanbul Başakşehir | 1 - 2              | 3 - 4              | 2 - 2              | Séville FC*        |
| BSC Young Boys      | 0 - 1              | 0 - 3              | 0 - 2              | CSKA Moscou*       |
| *SSC Naples         | 2 - 0              | 4 - 0              | 2 - 0              | OGC Nice           |
| TSG Hoffenheim      | 1 - 2              | 3 - 6              | 2 - 4              | Liverpool FC*      |
| *Sporting CP        | 0 - 0              | 5 - 1              | 5 - 1              | Steaua Bucarest    |

## Phase de groupes
SL Benfica
Sporting CP
Chelsea FC
Tottenham Hotspur
Atlético Madrid
Real Madrid
Manchester City
Manchester United
Spartak Moscou
CSKA Moscou
Pour les déplacements en phase de poules, les équipes ont parcouru un total de 411 616 km. Les clubs du Groupe A (FC Bâle, Benfica, Manchester United, CSKA Moscou) ont voyagé le plus avec une distance totale parcourue de 104 440 km, alors que les clubs du Groupe B (Anderlecht, Bayern Munich, Celtic Glasgow et Paris Saint-Germain) sont ceux qui ont le moins voyagé avec un total de 18 508 km.

### Format et tirage au sort
Les 10 vainqueurs des barrages rejoignent les 22 qualifiés d'office pour la phase de groupes.
Les 32 équipes sont réparties en huit groupes de quatre où elles s'affrontent en matchs aller-retour sur six journées. Les deux premiers de chaque groupe se qualifient pour les huitièmes de finale tandis que les troisièmes de chaque groupe sont reversées en Ligue Europa.
| Chapeau 1          | Chapeau 1 | Chapeau 2            | Chapeau 2 | Chapeau 3         | Chapeau 3 | Chapeau 4             | Chapeau 4 |
| ------------------ | --------- | -------------------- | --------- | ----------------- | --------- | --------------------- | --------- |
| Real Madrid C T    | 176,999   | FC Barcelone         | 151,999   | SSC Naples        | 88,666    | Celtic FC C           | 42,785    |
| Bayern Munich C    | 154,899   | Atlético Madrid      | 142,999   | Tottenham Hotspur | 77,192    | CSKA Moscou           | 39,606    |
| Chelsea FC C       | 106,192   | Paris Saint-Germain  | 126,333   | FC Bâle C         | 74,415    | Sporting CP           | 36,866    |
| Juventus FC C      | 140,666   | Borussia Dortmund    | 124,899   | Olympiakos C      | 64,580    | APOEL Nicosie C       | 26,210    |
| SL Benfica C       | 111,866   | Séville FC           | 112,999   | RSC Anderlecht C  | 58,480    | Feyenoord Rotterdam C | 23,212    |
| AS Monaco C        | 62,333    | Manchester City      | 100,192   | Liverpool FC      | 56,135    | NK Maribor C          | 21,125    |
| Spartak Moscou C   | 18,606    | FC Porto             | 98,866    | AS Rome           | 53,666    | Qarabağ FK C          | 18,050    |
| Chakhtar Donetsk C | 87,526    | Manchester United C3 | 95,192    | Beşiktaş JK C     | 45,840    | RB Leipzig            | 15,899    |

T : Tenant du titre

C : Champion national

C3 : Vainqueur de la Ligue Europa
- Futur qualifié pour les huitièmes de finale
- Futur repêché en seizièmes de finale de la Ligue Europa

### Matchs et classements
Les jours de match sont fixés les 12 et 13 septembre, les 26 et 27 septembre, les 17 et 18 octobre, les 31 octobre et 1er novembre, les 21 et 22 novembre et les 5 et 6 décembre 2017.

#### Critères de départage
Selon l'article 7.06 du règlement de la compétition, si deux équipes ou plus sont à égalité de points à l'issue de la dernière journée, les critères suivants sont appliqués dans l'ordre pour départager :
1. plus grand nombre de points obtenus dans les matches du groupe disputés entre les équipes concernées;
2. meilleure différence de buts dans les matches du groupe disputés entre les équipes concernées;
3. plus grand nombre de buts marqués dans les matches du groupe disputés entre les équipes concernées;
4. plus grand nombre de buts marqués à l’extérieur dans les matches du groupe disputés entre les équipes concernées;
5. si, après l’application des critères 1 à 4, plusieurs équipes sont toujours à égalité, les critères 1 à 4 sont à nouveau appliqués exclusivement aux matches entre les équipes concernées afin de déterminer leur classement final. Si cette procédure ne donne pas de résultat, les critères 6 à 12 s’appliquent;
6. meilleure différence de buts dans tous les matches du groupe;
7. plus grand nombre de buts marqués dans tous les matches du groupe;
8. plus grand nombre de buts marqués à l’extérieur dans tous les matches du groupe;
9. plus grand nombre de victoires dans tous les matches du groupe;
10. plus grand nombre de victoires à l'extérieur dans tous les matches du groupe;
11. total le plus faible de points disciplinaires sur la base uniquement des cartons jaunes et des cartons rouges reçus durant tous les matches du groupe (carton rouge = 3 points, carton jaune = 1 point, expulsion pour deux cartons jaunes au cours d'un match = 3 points);
12. meilleur coefficient de club.

Légende des classements
- Qualifié pour les huitièmes de finale
- Repêché en seizièmes de finale de la Ligue Europa

Légende des résultats
- Victoire à domicile
- Match nul
- Victoire à l'extérieur

#### Groupe A
| Rang | Équipe            | Pts | J | G | N | P | Bp | Bc | Diff |  | Résultats (▼ dom., ► ext.) |     |     |     |     |
| ---- | ----------------- | --- | - | - | - | - | -- | -- | ---- |  | -------------------------- | --- | --- | --- | --- |
| 1    | Manchester United | 15  | 6 | 5 | 0 | 1 | 12 | 3  | +9   |  | Manchester United          |     | 3-0 | 2-1 | 2-0 |
| 2    | FC Bâle           | 12  | 6 | 4 | 0 | 2 | 11 | 5  | +6   |  | FC Bâle                    | 1-0 |     | 1-2 | 5-0 |
| 3    | CSKA Moscou       | 9   | 6 | 3 | 0 | 3 | 8  | 10 | -2   |  | CSKA Moscou                | 1-4 | 0-2 |     | 2-0 |
| 4    | Benfica Lisbonne  | 0   | 6 | 0 | 0 | 6 | 1  | 14 | -13  |  | Benfica Lisbonne           | 0-1 | 0-2 | 1-2 |     |

#### Groupe B
| Rang | Équipe              | Pts | J | G | N | P | Bp | Bc | Diff |  | Résultats (▼ dom., ► ext.) |     |     |     |     |
| ---- | ------------------- | --- | - | - | - | - | -- | -- | ---- |  | -------------------------- | --- | --- | --- | --- |
| 1    | Paris Saint-Germain | 15  | 6 | 5 | 0 | 1 | 25 | 4  | +21  |  | Paris Saint-Germain        |     | 3-0 | 7-1 | 5-0 |
| 2    | Bayern Munich       | 15  | 6 | 5 | 0 | 1 | 13 | 6  | +7   |  | Bayern Munich              | 3-1 |     | 3-0 | 3-0 |
| 3    | Celtic FC           | 3   | 6 | 1 | 0 | 5 | 5  | 18 | -13  |  | Celtic FC                  | 0-5 | 1-2 |     | 0-1 |
| 4    | RSC Anderlecht      | 3   | 6 | 1 | 0 | 5 | 2  | 17 | -15  |  | RSC Anderlecht             | 0-4 | 1-2 | 0-3 |     |

#### Groupe C
| Rang | Équipe          | Pts | J | G | N | P | Bp | Bc | Diff |  | Résultats (▼ dom., ► ext.) |     |     |     |     |
| ---- | --------------- | --- | - | - | - | - | -- | -- | ---- |  | -------------------------- | --- | --- | --- | --- |
| 1    | AS Rome         | 11  | 6 | 3 | 2 | 1 | 9  | 6  | +3   |  | AS Rome                    |     | 3-0 | 0-0 | 1-0 |
| 2    | Chelsea FC      | 11  | 6 | 3 | 2 | 1 | 16 | 8  | +8   |  | Chelsea FC                 | 3-3 |     | 1-1 | 6-0 |
| 3    | Atlético Madrid | 7   | 6 | 1 | 4 | 1 | 5  | 4  | +1   |  | Atlético Madrid            | 2-0 | 1-2 |     | 1-1 |
| 4    | Qarabağ FK      | 2   | 6 | 0 | 2 | 4 | 2  | 14 | -12  |  | Qarabağ FK                 | 1-2 | 0-4 | 0-0 |     |

#### Groupe D
| Rang | Équipe       | Pts | J | G | N | P | Bp | Bc | Diff |  | Résultats (▼ dom., ► ext.) |     |     |     |     |
| ---- | ------------ | --- | - | - | - | - | -- | -- | ---- |  | -------------------------- | --- | --- | --- | --- |
| 1    | FC Barcelone | 14  | 6 | 4 | 2 | 0 | 9  | 1  | +8   |  | FC Barcelone               |     | 3-0 | 2-0 | 3-1 |
| 2    | Juventus FC  | 11  | 6 | 3 | 2 | 1 | 7  | 5  | +2   |  | Juventus FC                | 0-0 |     | 2-1 | 2-0 |
| 3    | Sporting CP  | 7   | 6 | 2 | 1 | 3 | 8  | 9  | -1   |  | Sporting CP                | 0-1 | 1-1 |     | 3-1 |
| 4    | Olympiakos   | 1   | 6 | 0 | 1 | 5 | 4  | 13 | -9   |  | Olympiakos                 | 0-0 | 0-2 | 2-3 |     |

#### Groupe E
| Rang | Équipe         | Pts | J | G | N | P | Bp | Bc | Diff |  | Résultats (▼ dom., ► ext.) |     |     |     |     |
| ---- | -------------- | --- | - | - | - | - | -- | -- | ---- |  | -------------------------- | --- | --- | --- | --- |
| 1    | Liverpool FC   | 12  | 6 | 3 | 3 | 0 | 23 | 6  | +17  |  | Liverpool FC               |     | 2-2 | 7-0 | 3-0 |
| 2    | Séville FC     | 9   | 6 | 2 | 3 | 1 | 12 | 12 | 0    |  | Séville FC                 | 3-3 |     | 2-1 | 3-0 |
| 3    | Spartak Moscou | 6   | 6 | 1 | 3 | 2 | 9  | 13 | -4   |  | Spartak Moscou             | 1-1 | 5-1 |     | 1-1 |
| 4    | NK Maribor     | 3   | 6 | 0 | 3 | 3 | 3  | 16 | -13  |  | NK Maribor                 | 0-7 | 1-1 | 1-1 |     |

#### Groupe F
| Rang | Équipe              | Pts | J | G | N | P | Bp | Bc | Diff |  | Résultats (▼ dom., ► ext.) |     |     |     |     |
| ---- | ------------------- | --- | - | - | - | - | -- | -- | ---- |  | -------------------------- | --- | --- | --- | --- |
| 1    | Manchester City     | 15  | 6 | 5 | 0 | 1 | 14 | 5  | +9   |  | Manchester City            |     | 2-0 | 2-1 | 1-0 |
| 2    | Chakhtar Donetsk    | 12  | 6 | 4 | 0 | 2 | 9  | 9  | 0    |  | Chakhtar Donetsk           | 2-1 |     | 2-1 | 3-1 |
| 3    | SSC Naples          | 6   | 6 | 2 | 0 | 4 | 11 | 11 | 0    |  | SSC Naples                 | 2-4 | 3-0 |     | 3-1 |
| 4    | Feyenoord Rotterdam | 3   | 6 | 1 | 0 | 5 | 5  | 14 | -9   |  | Feyenoord Rotterdam        | 0-4 | 1-2 | 2-1 |     |

#### Groupe G
| Rang | Équipe      | Pts | J | G | N | P | Bp | Bc | Diff |  | Résultats (▼ dom., ► ext.) |     |     |     |     |
| ---- | ----------- | --- | - | - | - | - | -- | -- | ---- |  | -------------------------- | --- | --- | --- | --- |
| 1    | Beşiktaş JK | 14  | 6 | 4 | 2 | 0 | 11 | 5  | +6   |  | Beşiktaş JK                |     | 1-1 | 2-0 | 1-1 |
| 2    | FC Porto    | 10  | 6 | 3 | 1 | 2 | 15 | 10 | +5   |  | FC Porto                   | 1-3 |     | 3-1 | 5-2 |
| 3    | RB Leipzig  | 7   | 6 | 2 | 1 | 3 | 10 | 11 | -1   |  | RB Leipzig                 | 1-2 | 3-2 |     | 1-1 |
| 4    | AS Monaco   | 2   | 6 | 0 | 2 | 4 | 6  | 16 | -10  |  | AS Monaco                  | 1-2 | 0-3 | 1-4 |     |

#### Groupe H
| Rang | Équipe            | Pts | J | G | N | P | Bp | Bc | Diff |  | Résultats (▼ dom., ► ext.) |     |     |     |     |
| ---- | ----------------- | --- | - | - | - | - | -- | -- | ---- |  | -------------------------- | --- | --- | --- | --- |
| 1    | Tottenham Hotspur | 16  | 6 | 5 | 1 | 0 | 15 | 4  | +11  |  | Tottenham Hotspur          |     | 3-1 | 3-1 | 3-0 |
| 2    | Real Madrid       | 13  | 6 | 4 | 1 | 1 | 17 | 7  | +10  |  | Real Madrid                | 1-1 |     | 3-2 | 3-0 |
| 3    | Borussia Dortmund | 2   | 6 | 0 | 2 | 4 | 7  | 13 | -6   |  | Borussia Dortmund          | 1-2 | 1-3 |     | 1-1 |
| 4    | APOEL Nicosie     | 2   | 6 | 0 | 2 | 4 | 2  | 17 | -15  |  | APOEL Nicosie              | 0-3 | 0-6 | 1-1 |     |

## Phase à élimination directe

### Qualification et tirage au sort
Chelsea FC
Tottenham Hotspur
Manchester City
Manchester United
Pour le tirage des huitièmes de finale, les 8 premiers de groupe du tour précédent sont têtes de série et reçoivent pour le match retour, ils ne peuvent donc pas se rencontrer.
Deux équipes d'une même association nationale ne peuvent pas non plus se rencontrer en huitièmes de finale (de même que deux équipes issues du même groupe). Cette limitation est levée à partir des quarts de finale.
| Les 16 qualifiés - récapitulatif avant tirage au sort | Les 16 qualifiés - récapitulatif avant tirage au sort | Les 16 qualifiés - récapitulatif avant tirage au sort |
| Groupe                                                | 1er (tête de série)                                   | 2e                                                    |
| ----------------------------------------------------- | ----------------------------------------------------- | ----------------------------------------------------- |
| A                                                     | Manchester United                                     | FC Bâle                                               |
| B                                                     | Paris Saint-Germain                                   | Bayern Munich                                         |
| C                                                     | AS Rome                                               | Chelsea FC                                            |
| D                                                     | FC Barcelone                                          | Juventus FC                                           |
| E                                                     | Liverpool FC                                          | Séville FC                                            |
| F                                                     | Manchester City                                       | Chakhtar Donetsk                                      |
| G                                                     | Beşiktaş JK                                           | FC Porto                                              |
| H                                                     | Tottenham Hotspur                                     | Real Madrid                                           |

### Huitièmes de finale
Le tirage au sort des huitièmes de finale a lieu le 11 décembre 2017. Les matchs aller ont lieu les 13-14 et 20-21 février, et les matchs retours les 6-7 et 13-14 mars 2018.
| Équipe           | Aller  | Total | Retour | Équipe              |
| ---------------- | ------ | ----- | ------ | ------------------- |
| Juventus FC      | 2 - 2  | 4 - 3 | 2 - 1  | Tottenham Hotspur   |
| FC Bâle          | 0 - 4  | 2 - 5 | 2 - 1  | Manchester City     |
| FC Porto         | 0 - 5  | 0 - 5 | 0 - 0  | Liverpool FC        |
| Real Madrid      | 3 - 1  | 5 - 2 | 2 - 1  | Paris Saint-Germain |
| Bayern Munich    | 5 - 0  | 8 - 1 | 3 - 1  | Beşiktaş JK         |
| Chelsea FC       | 1 - 1  | 1 - 4 | 0 - 3  | FC Barcelone        |
| Séville FC       | 0 - 0  | 2 - 1 | 2 - 1  | Manchester United   |
| Chakhtar Donetsk | 2 - 1E | 2 - 2 | 0 - 1  | AS Rome             |

### Quarts de finale
Le tirage au sort des quarts de finale a lieu le 16 mars 2018. Les matchs aller se jouent le 3 et 4 avril et les matchs retour le 10 et 11 avril 2018.
| Équipe       | Aller  | Total | Retour | Équipe          |
| ------------ | ------ | ----- | ------ | --------------- |
| FC Barcelone | 4 - 1E | 4 - 4 | 0 - 3  | AS Rome         |
| Séville FC   | 1 - 2  | 1 - 2 | 0 - 0  | Bayern Munich   |
| Juventus FC  | 0 - 3  | 3 - 4 | 3 - 1  | Real Madrid     |
| Liverpool FC | 3 - 0  | 5 - 1 | 2 - 1  | Manchester City |

### Demi-finales
Le tirage au sort des demi-finales aura lieu le 13 avril 2018. Les matchs aller se jouent les 24 et 25 avril 2018, et les matchs retour les 1er et 2 mai 2018.
| Équipe        | Aller | Total | Retour | Équipe      |
| ------------- | ----- | ----- | ------ | ----------- |
| Bayern Munich | 1 - 2 | 3 - 4 | 2 - 2  | Real Madrid |
| Liverpool FC  | 5 - 2 | 7 - 6 | 2 - 4  | AS Rome     |

### Finale
La finale se dispute sur une seule rencontre, le samedi 26 mai 2018, à Kiev en Ukraine, au Stade olympique.
| Club        | Score | Club         |
| ----------- | ----- | ------------ |
| Real Madrid | 3 – 1 | Liverpool FC |

### Tableau final
|  | Huitièmes de finale | Huitièmes de finale | Huitièmes de finale | Huitièmes de finale |               |               | Quarts de finale | Quarts de finale | Quarts de finale | Quarts de finale |  |  | Demi-finales | Demi-finales | Demi-finales | Demi-finales |  |  | Finale                              | Finale | Finale | Finale |
|  |                     |                     |                     |                     |               |               |                  |                  |                  |                  |  |  |              |              |              |              |  |  |                                     |        |        |        |
|  |                     |                     |                     |                     |               |               |                  |                  |                  |                  |  |  |              |              |              |              |  |  | 26 mai 2018 - Stade olympique, Kiev |        |        |        |
|  | Séville FC          | Séville FC          | 0                   | 2                   |               |               |                  |                  |                  |                  |  |  |              |              |              |              |  |  |                                     |        |        |        |
|  | Séville FC          | Séville FC          | 0                   | 2                   |               |               |                  |                  |                  |                  |  |  |              |              |              |              |  |  |                                     |        |        |        |
|  | Manchester United   | Manchester United   | 0                   | 1                   |               |               |                  |                  |                  |                  |  |  |              |              |              |              |  |  |                                     |        |        |        |
|  | Manchester United   | Manchester United   | 0                   | 1                   | Séville FC    | Séville FC    | 1                | 0                |                  |                  |  |  |              |              |              |              |  |  |                                     |        |        |        |
|  |                     |                     |                     |                     | Séville FC    | Séville FC    | 1                | 0                |                  |                  |  |  |              |              |              |              |  |  |                                     |        |        |        |
|  |                     |                     | Bayern Munich       | Bayern Munich       | 2             | 0             |                  |                  |                  |                  |  |  |              |              |              |              |  |  |                                     |        |        |        |
|  | Bayern Munich       | Bayern Munich       | Bayern Munich       | Bayern Munich       | 2             | 0             | 5                | 3                |                  |                  |  |  |              |              |              |              |  |  |                                     |        |        |        |
|  | Bayern Munich       | Bayern Munich       |                     |                     |               |               |                  | 3                |                  |                  |  |  |              |              |              |              |  |  |                                     |        |        |        |
|  | Beşiktaş JK         | Beşiktaş JK         | 0                   | 1                   |               |               |                  |                  |                  |                  |  |  |              |              |              |              |  |  |                                     |        |        |        |
|  | Beşiktaş JK         | Beşiktaş JK         | 0                   | 1                   | Bayern Munich | Bayern Munich | 1                | 2                |                  |                  |  |  |              |              |              |              |  |  |                                     |        |        |        |
|  |                     |                     |                     |                     | Bayern Munich | Bayern Munich | 1                | 2                |                  |                  |  |  |              |              |              |              |  |  |                                     |        |        |        |
|  |                     |                     | Real Madrid         | Real Madrid         | 2             | 2             |                  |                  |                  |                  |  |  |              |              |              |              |  |  |                                     |        |        |        |
|  | Juventus FC         | Juventus FC         | Real Madrid         | Real Madrid         | 2             | 2             | 2                | 2                |                  |                  |  |  |              |              |              |              |  |  |                                     |        |        |        |
|  | Juventus FC         | Juventus FC         |                     |                     |               |               |                  | 2                |                  |                  |  |  |              |              |              |              |  |  |                                     |        |        |        |
|  | Tottenham Hotspur   | Tottenham Hotspur   | 2                   | 1                   |               |               |                  |                  |                  |                  |  |  |              |              |              |              |  |  |                                     |        |        |        |
|  | Tottenham Hotspur   | Tottenham Hotspur   | 2                   | 1                   | Juventus FC   | Juventus FC   | 0                | 3                |                  |                  |  |  |              |              |              |              |  |  |                                     |        |        |        |
|  |                     |                     |                     |                     | Juventus FC   | Juventus FC   | 0                | 3                |                  |                  |  |  |              |              |              |              |  |  |                                     |        |        |        |
|  |                     |                     | Real Madrid         | Real Madrid         | 3             | 1             |                  |                  |                  |                  |  |  |              |              |              |              |  |  |                                     |        |        |        |
|  | Real Madrid         | Real Madrid         | Real Madrid         | Real Madrid         | 3             | 1             | 3                | 2                |                  |                  |  |  |              |              |              |              |  |  |                                     |        |        |        |
|  | Real Madrid         | Real Madrid         |                     |                     |               |               |                  | 2                |                  |                  |  |  |              |              |              |              |  |  |                                     |        |        |        |
|  | Paris Saint-Germain | Paris Saint-Germain | 1                   | 1                   |               |               |                  |                  |                  |                  |  |  |              |              |              |              |  |  |                                     |        |        |        |
|  | Paris Saint-Germain | Paris Saint-Germain | 1                   | 1                   | Real Madrid   | Real Madrid   | 3                | 3                |                  |                  |  |  |              |              |              |              |  |  |                                     |        |        |        |
|  |                     |                     |                     |                     | Real Madrid   | Real Madrid   | 3                | 3                |                  |                  |  |  |              |              |              |              |  |  |                                     |        |        |        |
|  |                     |                     | Liverpool FC        | Liverpool FC        | 1             | 1             |                  |                  |                  |                  |  |  |              |              |              |              |  |  |                                     |        |        |        |
|  | FC Porto            | FC Porto            | Liverpool FC        | Liverpool FC        | 1             | 1             | 0                | 0                |                  |                  |  |  |              |              |              |              |  |  |                                     |        |        |        |
|  | FC Porto            | FC Porto            |                     |                     |               |               |                  | 0                |                  |                  |  |  |              |              |              |              |  |  |                                     |        |        |        |
|  | Liverpool FC        | Liverpool FC        | 5                   | 0                   |               |               |                  |                  |                  |                  |  |  |              |              |              |              |  |  |                                     |        |        |        |
|  | Liverpool FC        | Liverpool FC        | 5                   | 0                   | Liverpool FC  | Liverpool FC  | 3                | 2                |                  |                  |  |  |              |              |              |              |  |  |                                     |        |        |        |
|  |                     |                     |                     |                     | Liverpool FC  | Liverpool FC  | 3                | 2                |                  |                  |  |  |              |              |              |              |  |  |                                     |        |        |        |
|  |                     |                     | Manchester City     | Manchester City     | 0             | 1             |                  |                  |                  |                  |  |  |              |              |              |              |  |  |                                     |        |        |        |
|  | FC Bâle             | FC Bâle             | Manchester City     | Manchester City     | 0             | 1             | 0                | 2                |                  |                  |  |  |              |              |              |              |  |  |                                     |        |        |        |
|  | FC Bâle             | FC Bâle             |                     |                     |               |               |                  | 2                |                  |                  |  |  |              |              |              |              |  |  |                                     |        |        |        |
|  | Manchester City     | Manchester City     | 4                   | 1                   |               |               |                  |                  |                  |                  |  |  |              |              |              |              |  |  |                                     |        |        |        |
|  | Manchester City     | Manchester City     | 4                   | 1                   | Liverpool FC  | Liverpool FC  | 5                | 2                |                  |                  |  |  |              |              |              |              |  |  |                                     |        |        |        |
|  |                     |                     |                     |                     | Liverpool FC  | Liverpool FC  | 5                | 2                |                  |                  |  |  |              |              |              |              |  |  |                                     |        |        |        |
|  |                     |                     | AS Rome             | AS Rome             | 2             | 4             |                  |                  |                  |                  |  |  |              |              |              |              |  |  |                                     |        |        |        |
|  | Chelsea FC          | Chelsea FC          | AS Rome             | AS Rome             | 2             | 4             | 1                | 0                |                  |                  |  |  |              |              |              |              |  |  |                                     |        |        |        |
|  | Chelsea FC          | Chelsea FC          |                     |                     |               |               |                  | 0                |                  |                  |  |  |              |              |              |              |  |  |                                     |        |        |        |
|  | FC Barcelone        | FC Barcelone        | 1                   | 3                   |               |               |                  |                  |                  |                  |  |  |              |              |              |              |  |  |                                     |        |        |        |
|  | FC Barcelone        | FC Barcelone        | 1                   | 3                   | FC Barcelone  | FC Barcelone  | 4                | 0                |                  |                  |  |  |              |              |              |              |  |  |                                     |        |        |        |
|  |                     |                     |                     |                     | FC Barcelone  | FC Barcelone  | 4                | 0                |                  |                  |  |  |              |              |              |              |  |  |                                     |        |        |        |
|  |                     |                     | AS Rome             | AS Rome             | 1 E           | 3             |                  |                  |                  |                  |  |  |              |              |              |              |  |  |                                     |        |        |        |
|  | Chakhtar Donetsk    | Chakhtar Donetsk    | AS Rome             | AS Rome             | 1 E           | 3             | 2                | 0                |                  |                  |  |  |              |              |              |              |  |  |                                     |        |        |        |
|  | Chakhtar Donetsk    | Chakhtar Donetsk    |                     |                     |               |               |                  | 0                |                  |                  |  |  |              |              |              |              |  |  |                                     |        |        |        |
|  | AS Rome             | AS Rome             | 1 E                 | 1                   |               |               |                  |                  |                  |                  |  |  |              |              |              |              |  |  |                                     |        |        |        |
|  | AS Rome             | AS Rome             | 1 E                 | 1                   |               |               |                  |                  |                  |                  |  |  |              |              |              |              |  |  |                                     |        |        |        |
|  |                     |                     |                     |                     |               |               |                  |                  |                  |                  |  |  |              |              |              |              |  |  |                                     |        |        |        |

## Classements annexes
Dernière mise à jour faite le 30 mai 2018.
- Statistiques officielles de l'UEFA.
- Rencontres de qualification non-incluses.

### Buteurs
| Rang | Buteur            | Club                | Buts | Minutes jouées |
| ---- | ----------------- | ------------------- | ---- | -------------- |
| 1    | Cristiano Ronaldo | Real Madrid         | 15   | 1080           |
| 2    | Mohamed Salah     | Liverpool FC        | 10   | 899            |
| 3    | Roberto Firmino   | Liverpool FC        | 10   | 966            |
| 4    | Sadio Mané        | Liverpool FC        | 10   | 850            |
| 5    | Wissam Ben Yedder | Séville FC          | 8    | 651            |
| 6    | Edin Džeko        | AS Rome             | 8    | 1078           |
| 7    | Harry Kane        | Tottenham Hotspur   | 7    | 597            |
| 8    | Edinson Cavani    | Paris Saint-Germain | 7    | 680            |
| 9    | Neymar            | Paris Saint-Germain | 6    | 630            |
| 10   | Lionel Messi      | FC Barcelone        | 6    | 783            |

### Passeurs
| Rang | Passeur         | Club                | Passes décisives | Minutes jouées |
| ---- | --------------- | ------------------- | ---------------- | -------------- |
| 1    | James Milner    | Liverpool FC        | 9                | 791            |
| 2    | Roberto Firmino | Liverpool FC        | 8                | 966            |
| 3    | Luis Suárez     | FC Barcelone        | 5                | 884            |
| 4    | Eden Hazard     | Chelsea FC          | 4                | 611            |
| 5    | Neymar          | Paris Saint-Germain | 4                | 630            |
| 6    | Kevin De Bruyne | Manchester City     | 4                | 667            |
| 7    | Mohamed Salah   | Liverpool FC        | 4                | 899            |
| 8    | Kieran Trippier | Tottenham Hotspur   | 3                | 270            |
| 9    | Anthony Martial | Manchester United   | 3                | 343            |
| 10   | Kingsley Coman  | Bayern Munich       | 3                | 389            |

### Joueurs de la semaine
| Journée                    | Joueur                         | Club                           |
| -------------------------- | ------------------------------ | ------------------------------ |
| Journée 1                  | Mohamed Salah                  | Liverpool FC                   |
| Journée 2                  | Cristiano Ronaldo              | Real Madrid                    |
| Journée 3                  | Mohamed Salah                  | Liverpool FC                   |
| Journée 4                  | Stephan El Shaarawy            | AS Roma                        |
| Journée 5                  | Cristiano Ronaldo              | Real Madrid                    |
| Journée 6                  | Cristiano Ronaldo              | Real Madrid                    |
| Huitièmes de finale aller  | Sadio Mané David De Gea        | Liverpool FC Manchester United |
| Huitièmes de finale retour | Cristiano Ronaldo Lionel Messi | Real Madrid FC Barcelone       |
| Quarts de finale aller     | Mohamed Salah                  | Liverpool FC                   |
| Quarts de finale retour    | Sadio Mané                     | Liverpool FC                   |
| Demi-finales aller         | Mohamed Salah                  | Liverpool FC                   |
| Demi-finales retour        | Keylor Navas                   | Real Madrid                    |
| Finale                     | Gareth Bale                    | Real Madrid                    |

## Nombre d'équipes par association et par tour
L'ordre des fédérations est établi suivant le classement UEFA des pays en 2017.
| Association  |       | Barrages     | +   | Phase de groupes                                        | Huitièmes de finale                                     | Quarts de finale           | Demi-finales | Finale      |  |
| ------------ | ----- | ------------ | --- | ------------------------------------------------------- | ------------------------------------------------------- | -------------------------- | ------------ | ----------- |  |
| Espagne      |       | 1 Séville    | +3  | 4 Atlético, Barcelone, Real, Séville                    | 3 Barcelone, Real, Séville                              | 3 Barcelone, Real, Séville | 1 Real       | 1 Real      |  |
| Allemagne    |       | 1 Hoffenheim | +3  | 3 Dortmund, Leipzig, Munich                             | 1 Munich                                                | 1 Munich                   | 1 Munich     |             |  |
| Angleterre   |       | 1 Liverpool  | +4  | 5 Chelsea, Liverpool, Man. City, Man. United, Tottenham | 5 Chelsea, Liverpool, Man. City, Man. United, Tottenham | 2 Liverpool, Man. City     | 1 Liverpool  | 1 Liverpool |  |
| Italie       |       | 1 Naples     | +2  | 3 Juventus, Naples, Rome                                | 2 Juventus, Rome                                        | 2 Juventus, Rome           | 1 Rome       |             |  |
| France       |       | 1 Nice       | +2  | 2 Monaco, Paris                                         | 1 Paris                                                 |                            |              |             |  |
| Russie       |       | 1 CSKA       | +1  | 2 CSKA, Spartak                                         |                                                         |                            |              |             |  |
| Portugal     |       | 1 Sporting   | +2  | 3 Benfica, Porto, Sporting                              | 1 Porto                                                 |                            |              |             |  |
| Ukraine      |       |              | +1  | 1 Donetsk                                               | 1 Donetsk                                               |                            |              |             |  |
| Belgique     |       |              | +1  | 1 Anderlecht                                            |                                                         |                            |              |             |  |
| Turquie      |       | 1 Başakşehir | +1  | 1 Beşiktaş                                              | 1 Beşiktaş                                              |                            |              |             |  |
| Rép. tchèque |       | 1 Slavia     |     |                                                         |                                                         |                            |              |             |  |
| Suisse       |       | 1 Young Boys | +1  | 1 Bâle                                                  | 1 Bâle                                                  |                            |              |             |  |
| Pays-Bas     |       |              | +1  | 1 Feyenoord                                             |                                                         |                            |              |             |  |
| Grèce        |       | 1 Olympiakos |     | 1 Olympiakos                                            |                                                         |                            |              |             |  |
| Croatie      |       | 1 Rijeka     |     |                                                         |                                                         |                            |              |             |  |
| Roumanie     |       | 1 Steaua     |     |                                                         |                                                         |                            |              |             |  |
| Danemark     |       | 1 Copenhague |     |                                                         |                                                         |                            |              |             |  |
| Israël       |       | 1 Beer-Sheva |     |                                                         |                                                         |                            |              |             |  |
| Écosse       |       | 1 Celtic     |     | 1 Celtic                                                |                                                         |                            |              |             |  |
| Chypre       |       | 1 APOEL      |     | 1 APOEL                                                 |                                                         |                            |              |             |  |
| Azerbaïdjan  |       | 1 Qarabağ    |     | 1 Qarabağ                                               |                                                         |                            |              |             |  |
| Kazakhstan   |       | 1 Astana     |     |                                                         |                                                         |                            |              |             |  |
| Slovénie     |       | 1 Maribor    |     | 1 Maribor                                               |                                                         |                            |              |             |  |
| Total        | Total | 20           | +22 | 32                                                      | 16                                                      | 8                          | 4            | 2           |  |